# Pelle Näslund
Per ("Pelle") Johan Näslund (i riksdagen kallad Näslund i Åsele), född 2 augusti 1886 i Nätra, död 12 februari 1963 i Åsele, var en svensk lantbrukare och politiker (folkpartist). 
Pelle Näslund, som var son till en arrendator, var lantbrukare i Sörnoret i Åsele socken, där han också var ledamot i kommunalfullmäktige 1919-1952. Han var även aktiv i Åsele missionsförening och ordförande 1921-1948 i Södra lappmarkens blåbandsförening.
Han var riksdagsledamot i andra kammaren 1929-1936 för Västerbottens läns valkrets och i första kammaren 1939-1954 för Västerbottens läns och Norrbottens läns valkrets. I riksdagen tillhörde han fram till 1934 Frisinnade landsföreningens riksdagsgrupp Frisinnade folkpartiet och från 1935 Folkpartiet. Han var bland annat ledamot i jordbruksutskottet 1943-1954 och engagerade sig främst i jordbruksfrågor.